# Jozef Van Opdenbosch
Jozef Van Opdenbosch (Erembodegem, 2 september 1892 - Antwerpen, 13 oktober 1944) was een Belgisch jezuïet en Vlaams voorman.

## Levensloop
Als leerling in het Aalsterse Sint-Jozefscollege (retorika 1910) onderging Van Opdenbosch er de invloed van de paters Jozef Van Mierlo (1878-1958) en Desideer Stracke (1875-1970). Hij trad in september 1910 in bij de jezuïeten. Na legerdienst tijdens de Eerste Wereldoorlog, zette hij zijn studies verder als classicus. Hij was enkele jaren leraar in het jezuïetencollege van Turnhout. Hij voltooide vervolgens zijn studies theologie, werd in 1924 tot priester gewijd en nam opnieuw het leraarschap op.
Hij werd biechtvader in de jezuïetenresidentie in Gent, maar in 1929 kwam hij in conflict met bisschop Honoré Jozef Coppieters en werd hij overgeplaatst naar Maastricht, waar hij docent dogmatiek werd aan het 'theologicum' van de Nederlandse jezuïeten. In 1941 werd hij lid van het Ruusbroecgenootschap in Antwerpen. Hij kwam om het leven door de eerste V2-raket die Antwerpen trof.

## Vlaams voorman
Zodra hij enige bewegingsvrijheid had, werd Van Opdenbosch actief in de Vlaamse Beweging. Hij schreef regelmatig, onder pseudoniem (Claremans, Volkwin, Theologicus, Zilvervos, W. Van Aest), in Vlaamsgezinde publicaties, zoals De Blauwvoet, Vlaanderen, en vooral Jong Dietschland, waar hij tot de redactieraad behoorde.
Hij was proost van het Algemeen Katholiek Vlaamsch Studentenverbond (AKVS). Het verbod dat hem werd opgelegd door de Gentse bisschop Honoré Jozef Coppieters om de mis op te dragen op de gouwdag van het AKVS, was het incident dat er zijn overheid deed toe besluiten hem naar Maastricht over te plaatsen. 
Vanuit Maastricht bleef hij verder het AKVS beïnvloeden. Het was mede onder zijn impuls dat de naam van de vereniging gewijzigd werd van Vlaamsch in Dietsch. Hij behoorde tot diegenen die in brochures de stellingen van het AKDS verwoordde. Onder het pseudoniem Volkwin verdedigde hij onder meer de stelling dat de studentenbeweging onafhankelijk moest blijven en ondergeschikt noch aan de katholieke hiërarchie, noch aan politieke partijen.
Het belette hem niet steun te verlenen aan Vlaams-nationalistische ideeën en personen. Zo steunde hij de Kempense politicus Thomas Debacker, toen die in conflict kwam met de kerkelijke overheid. Dit bracht hem in conflict met kardinaal Jozef Van Roey. Hij had ook contacten met de West-Vlaamse priester Robrecht De Smet, die vanwege zijn nationalistische acties naar Nederland was uitgeweken. Hij werkte mee aan diens tijdschrift Vlaanderen. 
Jaarlijks trok Van Opdenbosch naar de IJzerbedevaart en logeerde dan in de Brugse Sint-Pietersabdij, als gast van zijn dorpsgenoot en jeugdvriend abt Modest Van Assche.
Na de Bevrijding in september 1944 nam hij zich voor hulp te verlenen aan opgepakte betichten van collaboratie en hun families, hetgeen door zijn dood werd belet. 

## Publicaties
- Het AKDS marcheert, z.j.
- Het onvervalst Dietsch nationalisme van het AKDS, z.j.
- Harde training, 1928.
- De knape van Vlaanderen, 1928 (onder ps. W. Van Aelst).
- Om een nationale studentenbeweging, 1933 (onder ps. Volkwin).
- Kerkelijke tucht of politieke klucht, 1937.
- Word wat ge zijt, 1940.
- Het dogma in de mens, Tielt, Lannoo en Geert Grote genootschap, 1946.